# ゾロ目の三兄弟
『ゾロ目の三兄弟』(ゾロめのさんきょうだい）は、1972年4月14日に公開された東映制作のヤクザアクション映画。原作は今東光の『河内ゾロ』、監督は山下耕作、主演小林旭、日活から東映に移籍した小林の東映製作映画初出演映画である。昭和20年代終盤の大阪を舞台に、ヤクザを向こうに回した、河内の大西三兄弟の活躍を描いた作品である。

## 配役
- 小林旭 : 大西仁助
- 田中邦衛 : 大西多度吉
- 渡瀬恒彦 : 大西永三
- 土田早苗 : 水野万紀
- 弓恵子 : 大西沢
- 池田幸路 : 大西沢松江
- 北村英三 : 大西沢文吾
- 三原葉子 : 山本しげ
- 汐路章 : 蓮根政
- 楠本健二 : 菊次
- 西田良 : 境川牛松
- 有川正治 : 豊造
- 潮健児 : 毛
- 鈴木康弘 : 白
- 岡八郎 : 井上伝五郎
- 那須健太郎 : 武本
- チコ・ローランド : ポストン
- 永田光夫 : 工藤
- 中村錦司 : 丸山
- 遠藤辰雄 : 山本源吉
- 天津敏 : 関根林蔵
- 河津清三郎 : 和田倉満五郎

## スタッフ
- 監督：山下耕作
- 脚本：高田宏治
- 企画：俊藤浩滋、松平乗道
- 音楽：八木正生
- 撮影：山岸長樹
- 美術：井川徳道
- 編集：宮本信太郎

## 併映作品
- 『ギャング対ギャング 赤と黒のブルース』